# Enrique Coronel Zegarra
Enrique Coronel-Zegarra Castro, (Piura, 6 de mayo de 1851 - Lima, 14 de octubre de 1919) fue un ingeniero y político peruano. Miembro del Partido Demócrata o pierolista. Fue ministro de Fomento y Obras Públicas (1899-1900), ministro de Gobierno y presidente del Consejo de Ministros (1900). Fue también senador por Piura en varios períodos, entre 1895 y 1919.

## Biografía
Fue hijo del político y diplomático Cipriano Coronel Zegarra y de Amalia Castro Cortés. Su hermano Félix Cipriano Coronel Zegarra (1846-1897) fue diplomático e historiador. 
Viajó a Estados Unidos, donde cursó estudios en el Instituto Politécnico de Troy, Nueva York, recibiéndose de Ingeniero Civil. En 1874 volvió al Perú. Trabajó en la construcción de un canal de irrigación en Chimbote y luego en la compañía formada por Henry Meiggs.
Estallada la guerra por Chile en 1879, se incorporó al Batallón Cívicos de Piura. Tras la entrada de los chilenos en Lima, se trasladó a Panamá, donde trabajó en la empresa que construía el canal, hasta 1887. Luego pasó a Ecuador, donde colaboró en la construcción del ferrocarril de Quito a Guayaquil. Nuevamente en el Perú, participó en la construcción de la vía férrea de Piura a Catacaos, así como en la instalación de maquinarias para la irrigación de las principales haciendas de dicha zona.
Afiliado al Partido Demócrata o pierolista, apoyó la revolución efectuada contra el segundo gobierno del general Andrés A. Cáceres (1894-1895). Luego fue elegido senador por el departamento de Piura, cargo que ejerció hasta 1907. Como tal, abogó por la construcción de un ferrocarril de Paita al Marañón.
Durante el gobierno del ingeniero Eduardo López de Romaña fue ministro de Fomento, de 15 de diciembre de 1899 a 7 de agosto de 1900. Al producirse la renovación del gabinete pasó a ser inmediatamente ministro de Gobierno y Policía. Desde el 30 de agosto de 1900 fue presidente del Consejo de Ministros. Renunció el 1 de octubre de 1900, a raíz del escándalo surgido en torno al ministro de Hacienda Mariano Belaunde, acusado injustamente de malversación de fondos públicos.
Fue apresado tras la intentona golpista protagonizada por el hermano y los hijos de Piérola contra el gobierno de Augusto B. Leguía en 1909. Su elección como senador fue entonces anulada por ser vocal de la junta directiva del Partido Demócrata o pierolista. Posteriormente, volvió a ser elegido senador por Piura (1913-1918).